# Rafał Bigus
Rafał Bigus (ur. 12 lipca 1976 w Stargardzie Szczecińskim) – polski koszykarz grający na pozycji środkowego, reprezentant kraju, multimedalista mistrzostw Polski.
Rafał Bigus swoją koszykarską karierę zaczął grając w Spójni Stargard Szczeciński. W Stanach Zjednoczonych był uczniem szkoły Archbishop Carroll High School, a później studiował w Villanova University. W swoim najlepszym sezonie w NCAA zdobywał średnio 8 punktów oraz 5 zbiórek na mecz. W sezonie 1999/2000 powrócił na polskie parkiety, podpisując trzyletni kontrakt z Zepterem Idea Śląska Wrocław. Występy we Wrocławiu przeplatał jednak wypożyczeniami do słabszych klubów PLK - w sezonie 1999/2000 do Komfortu Stargard Szczeciński, natomiast rok później do Prokomu Trefla Sopot. W 2001, będąc na wypożyczeniu w Sopocie, Bigus rozgrywał jeden z najlepszych sezonów w swojej karierze. Nie mógł jednak wystąpić w półfinałach ligi przeciwko Zepterowi ze względu na uniemożliwiające mu to zapisy w kontrakcie. W rezultacie Trefl zdobył brązowy medal.
W latach 1999–2001 grał także w lidze letniej USBL, w barwach Pensylwania Valley Dawgs. Po wygaśnięciu kontraktu ze Śląskiem powrócił do Stargardu Szczecińskiego. W trakcie sezonu 2002/2003 skorzystał jednak z lepszej finansowo propozycji i przeniósł się do Grecji, gdzie grał do 2005. Sezon 2005/2006 Bigus spędził grając kolejno w Turowie Zgorzelec, Śląsku Wrocław i czeskim CEZ Nymburk. Po przygodzie w Czechach po raz kolejny wrócił do Polski. W latach 2006–2010 występował kolejno w Kotwicy Kołobrzeg, PBG Baskecie Poznań, Sportino Inowrocław oraz Polonii 2011 Warszawa. W sezonie 2010/2011 grał w Rumunii, natomiast od 2011 do 2014 był zawodnikiem AZS Koszalin, od 2014 do 2016 grał w Spójni Stargard, gdzie zakończył karierę.
Bigus w latach 1997–2005 występował w reprezentacji Polski. Wraz z drużyną narodową wziął udział w mistrzostwach Europy w 1997. Zagrał tam 2 spotkania, notując średnio 4,5 punktu oraz 2 zbiórki w ciągu 17 minut gry.

## Osiągnięcia
NCAA
- Uczestnik turnieju NCAA (1996, 1997, 1999)
- Mistrz sezonu regularnego konferencji Big East (1997)

Drużynowe
- Mistrz:
  - Polski (2002)
  - Czech (2006)
  - USBL (2001)
- 2-krotny brązowy medalista mistrzostw Polski (2001, 2013)
- Zdobywca pucharu Polski (2001)
- Finalista pucharu Polski (2013)
- Uczestnik rozgrywek Eurocup (2005/2006)

Indywidualne
- Laureat nagrody – Największy Postęp PLK według Superbasketu (2001)[3]
- 2-krotny uczestnik meczu gwiazd PLK (2000, 2007)
- Najlepszy polski debiutant PLK (2000 według Gazety)[4]
- Powołany do udziału w meczu gwiazd Polska – Gwiazdy PLK (1999)
- Zaliczony do:
  - I składu najlepszych polskich zawodników PLK (2000)[3]
  - II składu I ligi (2015)[5]
- Lider I ligi w zbiórkach (2015)

Reprezentacja
- Uczestnik:
  - mistrzostw Europy:
    - 1997 – 7. miejsce
    - U–16 (1993 – 11. miejsce)

  - kwalifikacji do mistrzostw Europy:
    - 2001, 2005
    - U–22 (1996)

## Statystyki
| Sezon     | Drużyna            | M  | S5 | MPG  | FG%   | 3P%   | FT%   | RPG | APG | SPG | BPG | PPG  |
| --------- | ------------------ | -- | -- | ---- | ----- | ----- | ----- | --- | --- | --- | --- | ---- |
| 1992/1993 | Spójnia (I liga)   | 15 |    |      |       |       |       |     |     |     |     | 2,5  |
| 1999/2000 | Śląsk (PLK)        | 11 |    | 8,4  | 33%   | 0%    | 25%   | 1,2 | 0,1 | 0,1 | 0,4 | 1,4  |
| 1999/2000 | Komfort (PLK)      | 21 |    | 28,0 | 61%   | 100%  | 55%   | 7,4 | 0,6 | 1,0 | 0,5 | 10,8 |
| 2000/2001 | Śląsk (PLK)        | 5  |    | 14,6 | 89%   | 0%    | 80%   | 4,2 | 0,4 | 0,4 | 0,2 | 4,0  |
| 2000/2001 | Prokom (PLK)       | 21 |    | 29,5 | 62%   | 0%    | 43%   | 8,6 | 0,9 | 1,1 | 0,6 | 12,2 |
| 2001/2002 | Śląsk (PLK)        | 18 |    | 9,7  | 45%   | 0%    | 47%   | 2,1 | 0,3 | 0,1 | 0,3 | 2,0  |
| 2002/2003 | Komfort (PLK)      | 19 |    | 36,1 | 62%   | 33%   | 39%   | 9,8 | 1,2 | 0,8 | 0,3 | 14,5 |
| 2005/2006 | Turów (PLK)        | 10 | 7  | 19,8 | 62%   | 0%    | 57%   | 4,8 | 0,6 | 0,4 | 0,3 | 5,7  |
| 2005/2006 | Śląsk (PLK)        | 5  | 0  | 11,7 | 75%   | 0%    | 43%   | 4,0 | 0,6 | 0,0 | 0,2 | 5,4  |
| 2006/2007 | Kotwica (PLK)      | 35 | 34 | 32,9 | 63%   | 56%   | 52%   | 8,2 | 2,2 | 0,8 | 0,7 | 13,1 |
| 2007/2008 | Kotwica (PLK)      | 29 | 29 | 29,8 | 63%   | 29%   | 53%   | 8,9 | 1,7 | 0,6 | 0,3 | 11,0 |
| 2008/2009 | PBG Basket (PLK)   | 28 | 17 | 21,2 | 63%   | 0%    | 54%   | 6,4 | 0,5 | 0,7 | 0,2 | 7,0  |
| 2009/2010 | Sportino (PLK)     | 9  | 7  | 23,7 | 51%   | 0%    | 61%   | 7,9 | 1,1 | 0,6 | 0,8 | 6,3  |
| 2009/2010 | Polonia 2011 (PLK) | 16 | 12 | 23,0 | 62%   | 67%   | 61%   | 6,9 | 0,9 | 0,3 | 0,6 | 8,6  |
| 2011/2012 | AZS (PLK)          | 35 | 30 | 18,4 | 57%   | 30%   | 57%   | 5,3 | 0,6 | 0,4 | 0,4 | 7,9  |
| 2012/2013 | AZS (PLK)          | 26 | 3  | 10,4 | 56,8% | 50%   | 50%   | 3,3 | 0,3 | 0,2 | 0,2 | 2,0  |
| 2013/2014 | AZS (PLK)          | 5  | 2  | 5,5  | 20%   | 0%    | 0%    | 2,0 | 0   | 0   | 0   | 0,4  |
| 2013/2014 | Kotwica (PLK)      | 21 | 20 | 30,8 | 58,8% | 14,3% | 69,6% | 8,1 | 1,2 | 0,6 | 0,7 | 10,5 |